# Mówiłeś
Mówiłeś – singel polskiej piosenkarki Marty Bijan, wydany 1 czerwca 2016 i promujący jej debiutancki album studyjny Melancholia.
Utwór został napisany i skomponowany przez samą wokalistkę.

## Nagrody i wyróżnienia
28 września 2016 Związek Producentów Audio-Video przyznał Marcie Bijan certyfikat złotej płyty za sprzedaż ponad 10 000 egzemplarzy singla.
Utwór został wykorzystany w serialu W rytmie serca.

## Teledysk i wykonania na żywo
1 czerwca 2016 odbyła się premiera teledysku do piosenki, który był emitowany w Teleexpressie w TVP1 oraz w Superstacji podczas programu Na tapecie. Klip był realizowany przez Zofię Zije oraz Jacka Pióro. Za stylizację do klipu odpowiedzialna jest Justyna Bulińska.
2 lipca 2016 kompozycja po raz pierwszy została zaprezentowana przez Martę Bijan przed szerszą publicznością w programie Dzień dobry TVN.